# Chiesa di Santa Maria Maddalena e Santa Teresa
La chiesa di Santa Maria Maddalena e Santa Teresa d'Avila, detta anche chiesa delle Sacramentine, è situata nel centro della città di Monza, in via Italia all'angolo con via Santa Maddalena.
Riedificata nel 1620, la chiesa era dedicata a santa Maria Maddalena fin dal XIII secolo.

## Galleria d'immagini

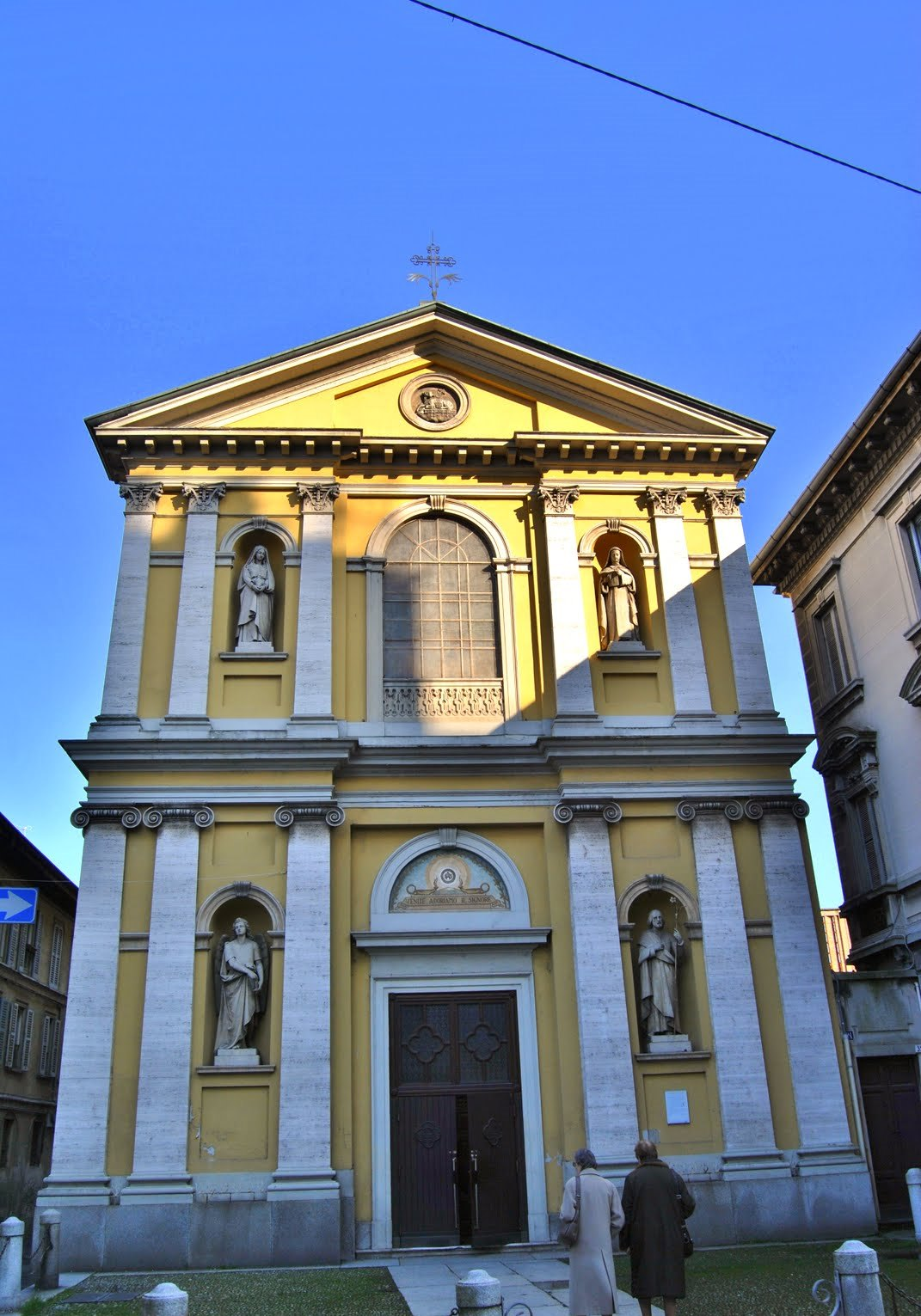
Santa Maria Maddalena
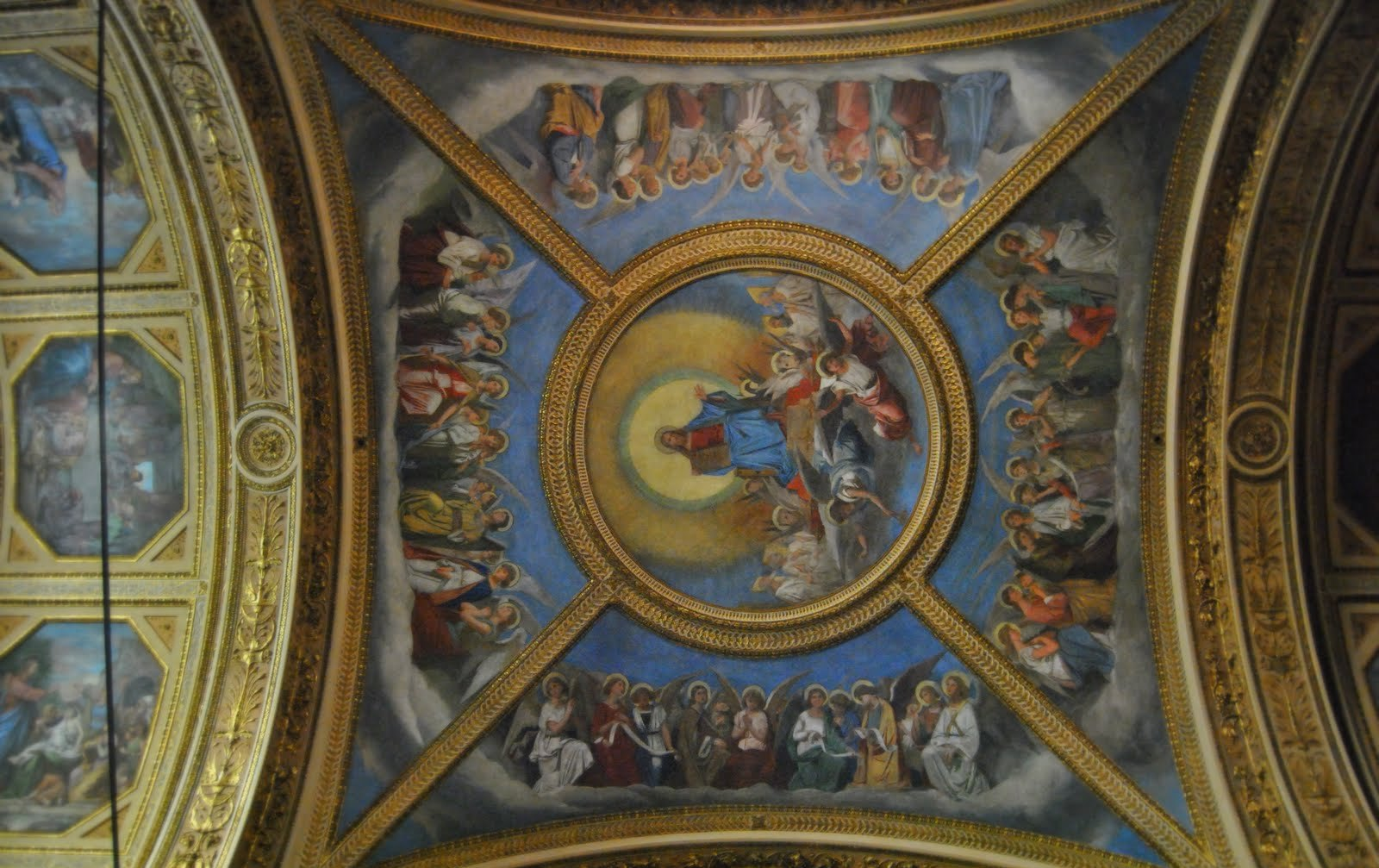
Santa Maria Maddalena
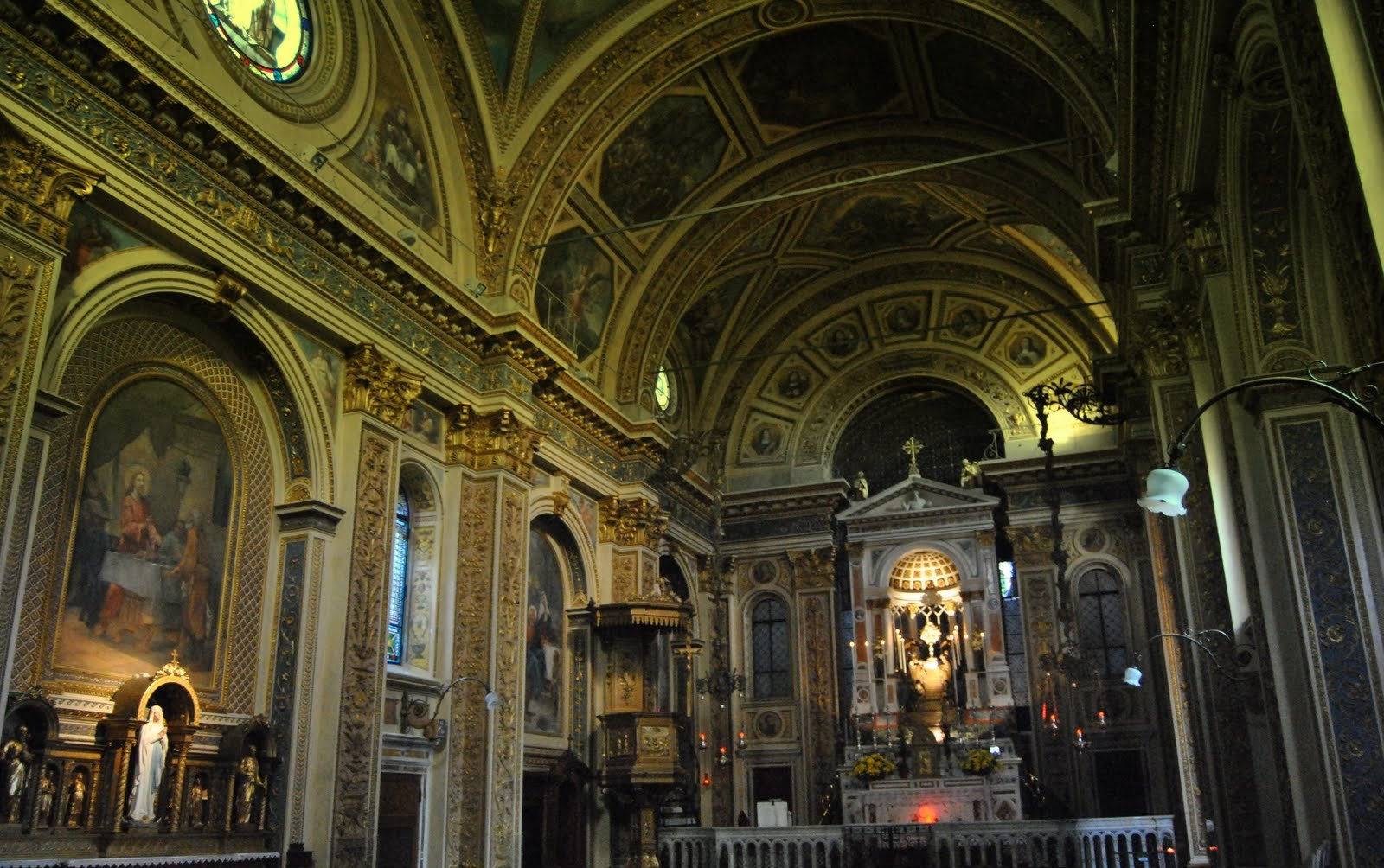
Santa Maria Maddalena
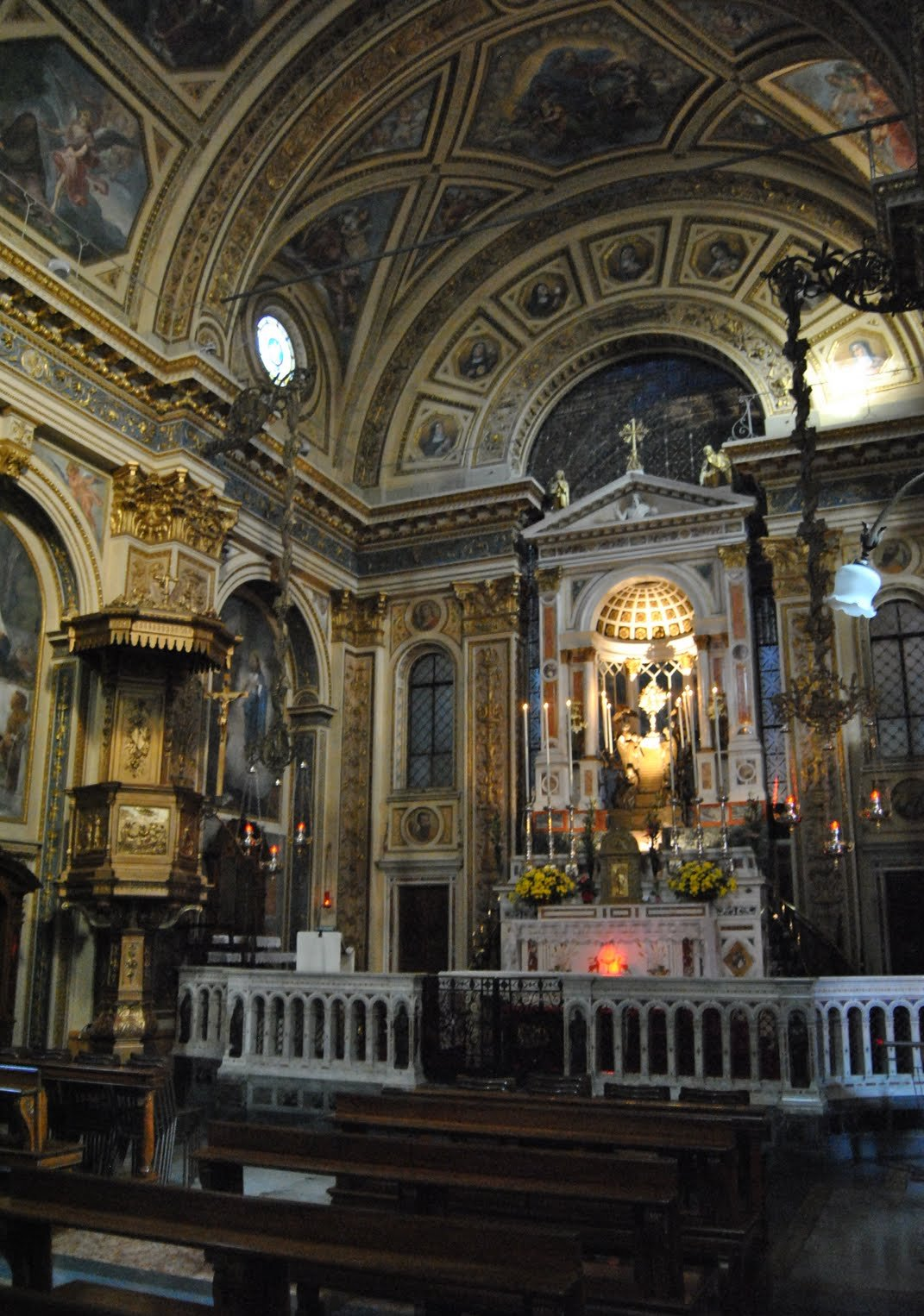
Santa Maria Maddalena